# Bastiaan Everink
Bastiaan Everink (Lonneker, 8 juli 1969) is een Nederlands operazanger met het stemtype bariton.

## Carrière
Als jeugdig zanger was hij al te horen in het plaatselijke kerkkoor en trad hij op in verschillende schoolmusicals. Na de school te hebben doorlopen koos hij voor een militaire loopbaan. In 1988 trad hij toe tot het Korps Mariniers. Als marinier werd hij op 26 augustus 1991 gedecoreerd voor zijn deelname aan de Eerste Golfoorlog van 1990-1991. Daarna besloot hij zijn leven een nieuwe wending te geven.
Parsifal van Wagner inspireerde Everink tot de keuze voor opera. In 1993 begon hij met de studie klassieke zang aan het Twents Conservatorium in Enschede. Hij studeerde vanaf 1997 verder bij de International Studio of Vocal Arts van James McCray in Den Haag.
In het seizoen 2003 maakte hij in Bonn zijn operadebuut als Escamillo in Carmen. In de jaren daarna zong hij in de Frankfurter Oper, het Tiroler Landestheater Innsbruck, Staatstheater Wiesbaden, Staatstheater Darmstadt, Staatstheater Nürnberg en de Deutsche Oper Berlin. Bij dit laatste gezelschap is hij sinds 2011 vaste solist.
Hij heeft ongeveer twintig rollen vertolkt, waaronder Nabucco in Nabucco, Scarpia in Tosca, Amonasro in Aïda, Gerard in Andrea Chénier, Wolfram in Tannhäuser, Alfio in Cavalleria Rusticana, Tonio in Pagliacci, Michele in Il tabarro, Jochanaan in Salomé, Cim-Fen in l’Oracolo, Guglielmo in Le Villi, Don Pizarro in Fidelio, Posa in Don Carlos, Onegin in Jevgeni Onegin van Tsjaikovski en Jago in Rossini's Otello. Zijn baritonstem wordt getypeerd als dramatisch en donker, "een echte Verdi-bariton".

## Trivia
- Everink was in 2004 de initiatiefnemer en oprichter van de Stichting LifeLine, een kleine stichting die werkt voor mensen of organisaties die financiële steun nodig hebben en daar zelf niet voor kunnen zorgen.
- Over Everinks opmerkelijke carrièreswitch schreef journalist Joost Galema het boek Strijdtoneel.[1]

## Externe link

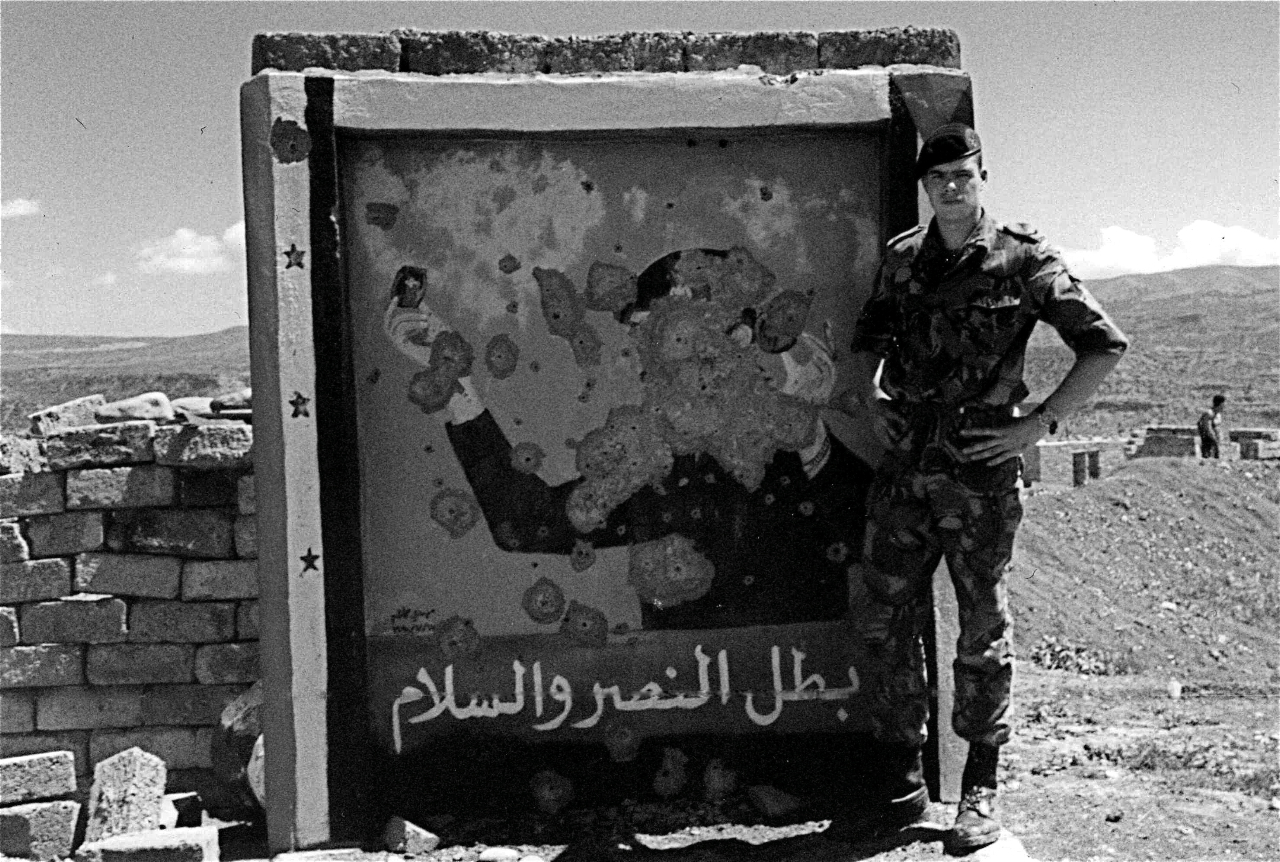
Bij een kapotgeschoten muurschildering (Irak 1991)
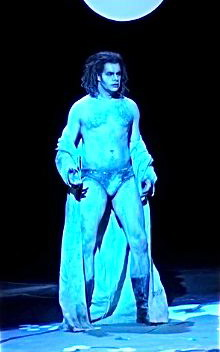
Jochanaan in Salome
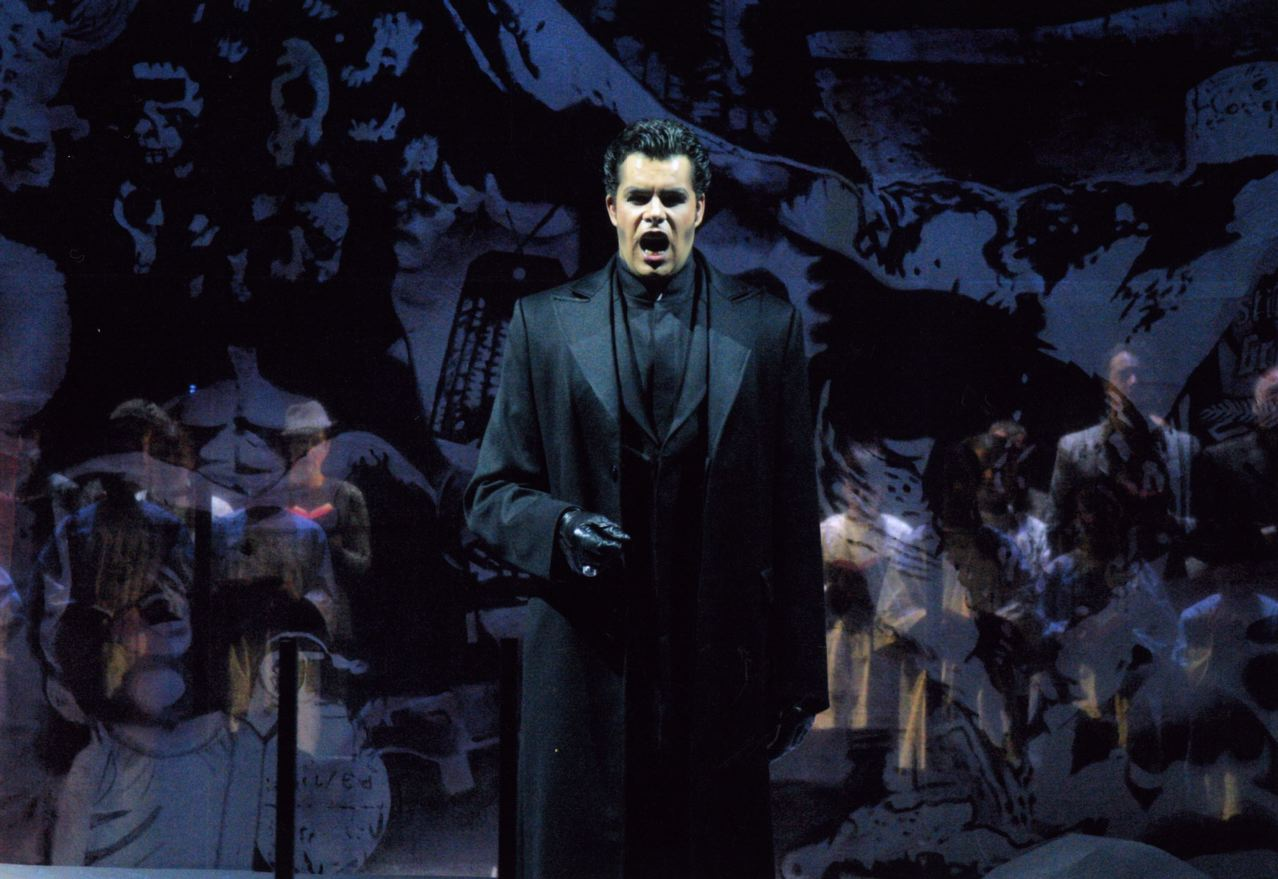
Scarpia in Tosca
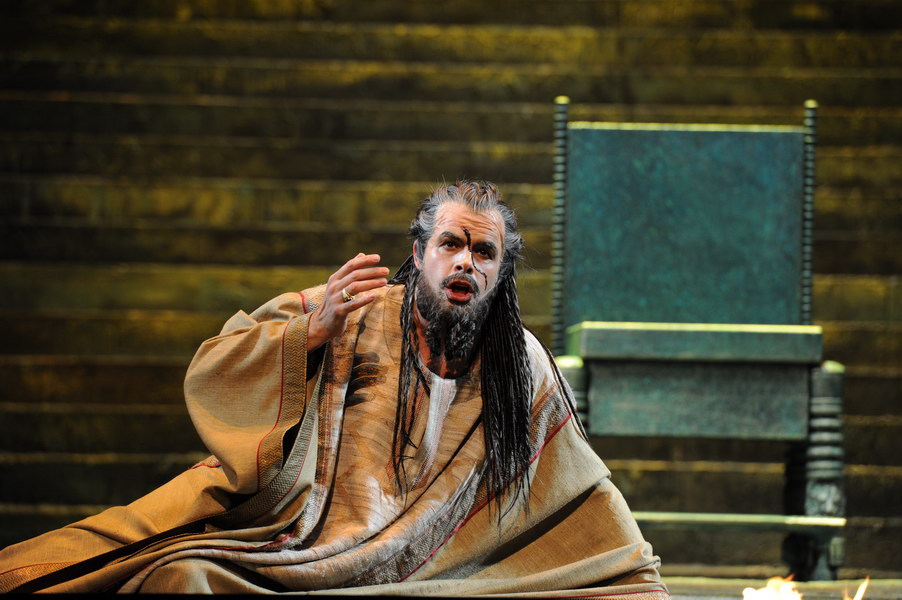
Nabucco in Nabucco